# Davisov pokal 2003
Davisov pokal 2003 je bil dvaindevetdeseti teniški turnir Davisov pokal.

## Izidi

### Svetovna skupina
| Sodelujoče reprezentance | Sodelujoče reprezentance | Sodelujoče reprezentance | Sodelujoče reprezentance |
| Argentina                | Avstralija               | Belgija                  | Brazilija                |
| Hrvaška                  | Češka                    | Francija                 | Nemčija                  |
| Združeno kraljestvo      | Nizozemska               | Romunija                 | Rusija                   |
| Španija                  | Švedska                  | Švica                    | 30                       |
| ------------------------ | ------------------------ | ------------------------ | ------------------------ |

|  | Prvi krog 7.-9. februar         | Prvi krog 7.-9. februar            | Prvi krog 7.-9. februar |                                        |            | Četrtfinale 4.-6. april | Četrtfinale 4.-6. april           | Četrtfinale 4.-6. april |   |   | Polfinale 19.-21. september | Polfinale 19.-21. september   | Polfinale 19.-21. september |   |  | Finale 28.-30. november | Finale 28.-30. november | Finale 28.-30. november |
|  |                                 |                                    |                         |                                        |            |                         |                                   |                         |   |   |                             |                               |                             |   |  |                         |                         |                         |
|  | Bukarešta, Romunija (dvorana)   |                                    |                         |                                        |            |                         |                                   |                         |   |   |                             |                               |                             |   |  |                         |                         |                         |
|  | S                               | Francija                           | 4                       |                                        |            |                         |                                   |                         |   |   |                             |                               |                             |   |  |                         |                         |                         |
|  | S                               | Francija                           | 4                       | Toulouse, Francija (dvorana trda pod.) |            |                         |                                   |                         |   |   |                             |                               |                             |   |  |                         |                         |                         |
|  |                                 | Romunija                           | 1                       |                                        |            |                         |                                   |                         |   |   |                             |                               |                             |   |  |                         |                         |                         |
|  |                                 | Romunija                           | 1                       | S                                      | Francija   | 2                       |                                   |                         |   |   |                             |                               |                             |   |  |                         |                         |                         |
|  | Arnhem, Nizozemska (dvorana)    |                                    |                         | S                                      | Francija   | 2                       |                                   |                         |   |   |                             |                               |                             |   |  |                         |                         |                         |
|  |                                 |                                    | Švica                   | 3                                      |            |                         |                                   |                         |   |   |                             |                               |                             |   |  |                         |                         |                         |
|  | S                               | Nizozemska                         | Švica                   | 3                                      | 2          |                         |                                   |                         |   |   |                             |                               |                             |   |  |                         |                         |                         |
|  | S                               | Nizozemska                         |                         |                                        | 2          |                         | Melbourne, Avstralija (trda pod.) |                         |   |   |                             |                               |                             |   |  |                         |                         |                         |
|  |                                 | Švica                              | 3                       |                                        |            |                         |                                   |                         |   |   |                             |                               |                             |   |  |                         |                         |                         |
|  |                                 |                                    |                         |                                        |            |                         |                                   | Švica                   | 2 |   |                             |                               |                             |   |  |                         |                         |                         |
|  | Sydney, Avstralija (pesek)      |                                    |                         |                                        |            |                         |                                   | Švica                   | 2 |   |                             |                               |                             |   |  |                         |                         |                         |
|  |                                 | S                                  | Avstralija              | 3                                      |            |                         |                                   |                         |   |   |                             |                               |                             |   |  |                         |                         |                         |
|  | S                               | S                                  | Avstralija              | 3                                      | Avstralija | 4                       |                                   |                         |   |   |                             |                               |                             |   |  |                         |                         |                         |
|  | S                               | Malmö, Švedska (dvorana trda pod.) |                         |                                        | Avstralija | 4                       |                                   |                         |   |   |                             |                               |                             |   |  |                         |                         |                         |
|  |                                 | Združeno kraljestvo                | 1                       |                                        |            |                         |                                   |                         |   |   |                             |                               |                             |   |  |                         |                         |                         |
|  |                                 | Združeno kraljestvo                | 1                       | S                                      | Avstralija | 5                       |                                   |                         |   |   |                             |                               |                             |   |  |                         |                         |                         |
|  | Helsingborg, Švedska (dvorana)  |                                    |                         | S                                      | Avstralija | 5                       |                                   |                         |   |   |                             |                               |                             |   |  |                         |                         |                         |
|  |                                 | S                                  | Švedska                 | 0                                      |            |                         |                                   |                         |   |   |                             |                               |                             |   |  |                         |                         |                         |
|  | S                               | S                                  | Švedska                 | 0                                      | Švedska    | 3                       |                                   |                         |   |   |                             |                               |                             |   |  |                         |                         |                         |
|  | S                               |                                    |                         |                                        | Švedska    | 3                       |                                   |                         |   |   |                             | Melbourne, Avstralija (trava) |                             |   |  |                         |                         |                         |
|  |                                 | Brazilija                          | 2                       |                                        |            |                         |                                   |                         |   |   |                             |                               |                             |   |  |                         |                         |                         |
|  |                                 |                                    |                         |                                        |            |                         |                                   |                         |   |   |                             | S                             | Avstralija                  | 3 |  |                         |                         |                         |
|  | Zagreb, Hrvaška (dvorana)       |                                    |                         |                                        |            |                         |                                   |                         |   |   |                             | S                             | Avstralija                  | 3 |  |                         |                         |                         |
|  |                                 | S                                  | Španija                 | 1                                      |            |                         |                                   |                         |   |   |                             |                               |                             |   |  |                         |                         |                         |
|  |                                 | S                                  | Španija                 | 1                                      | Hrvaška    | 4                       |                                   |                         |   |   |                             |                               |                             |   |  |                         |                         |                         |
|  |                                 | Valencia, Španija (pesek)          |                         |                                        | Hrvaška    | 4                       |                                   |                         |   |   |                             |                               |                             |   |  |                         |                         |                         |
|  | S                               | ZDA                                | 1                       |                                        |            |                         |                                   |                         |   |   |                             |                               |                             |   |  |                         |                         |                         |
|  | S                               | ZDA                                | 1                       |                                        |            | Hrvaška                 | 0                                 |                         |   |   |                             |                               |                             |   |  |                         |                         |                         |
|  | Seville, Španija (pesek)        |                                    |                         |                                        |            | Hrvaška                 | 0                                 |                         |   |   |                             |                               |                             |   |  |                         |                         |                         |
|  |                                 | S                                  | Španija                 | 5                                      |            |                         |                                   |                         |   |   |                             |                               |                             |   |  |                         |                         |                         |
|  |                                 | S                                  | Španija                 | 5                                      | Belgija    | 0                       |                                   |                         |   |   |                             |                               |                             |   |  |                         |                         |                         |
|  |                                 |                                    |                         |                                        | Belgija    | 0                       | Málaga, Španija (pesek)           |                         |   |   |                             |                               |                             |   |  |                         |                         |                         |
|  | S                               | Španija                            | 5                       |                                        |            |                         |                                   |                         |   |   |                             |                               |                             |   |  |                         |                         |                         |
|  | S                               | Španija                            | 5                       |                                        |            |                         |                                   |                         |   | S | Španija                     | 3                             |                             |   |  |                         |                         |                         |
|  | Buenos Aires, Argentina (pesek) |                                    |                         |                                        |            |                         |                                   |                         |   | S | Španija                     | 3                             |                             |   |  |                         |                         |                         |
|  |                                 | S                                  | Argentina               | 2                                      |            |                         |                                   |                         |   |   |                             |                               |                             |   |  |                         |                         |                         |
|  |                                 | S                                  | Argentina               | 2                                      | Nemčija    | 0                       |                                   |                         |   |   |                             |                               |                             |   |  |                         |                         |                         |
|  |                                 | Buenos Aires, Argentina (pesek)    |                         |                                        | Nemčija    | 0                       |                                   |                         |   |   |                             |                               |                             |   |  |                         |                         |                         |
|  | S                               | Argentina                          | 5                       |                                        |            |                         |                                   |                         |   |   |                             |                               |                             |   |  |                         |                         |                         |
|  | S                               | Argentina                          | 5                       |                                        | S          | Argentina               | 5                                 |                         |   |   |                             |                               |                             |   |  |                         |                         |                         |
|  | Ostrava, Češka (dvorana pesek)  |                                    |                         |                                        | S          | Argentina               | 5                                 |                         |   |   |                             |                               |                             |   |  |                         |                         |                         |
|  |                                 | S                                  | Rusija                  | 0                                      |            |                         |                                   |                         |   |   |                             |                               |                             |   |  |                         |                         |                         |
|  |                                 | S                                  | Rusija                  | 0                                      | Češka      | 2                       |                                   |                         |   |   |                             |                               |                             |   |  |                         |                         |                         |
|  |                                 |                                    |                         |                                        | Češka      | 2                       |                                   |                         |   |   |                             |                               |                             |   |  |                         |                         |                         |
|  | S                               | Rusija                             | 3                       |                                        |            |                         |                                   |                         |   |   |                             |                               |                             |   |  |                         |                         |                         |

#### Finale
| Rod Laver Arena, Melbourne, Avstralija 28. november - 30. november 2003 trava |                      |                                                                 |     |     |     |      |     |                  |
| \| \| \| \| 1 \| 2 \| 3 \| 4 \| 5 \| \| \| - \| \| --------------------------------------------------------------- \| --- \| --- \| --- \| ---- \| --- \| ---------------- \| \| 1 \| \| Lleyton Hewitt Juan Carlos Ferrero \| 3 6 \| 6 3 \| 3 6 \| 7 60 \| 6 2 \| \| \| 2 \| \| Mark Philippoussis Carlos Moyà \| 4 6 \| 4 6 \| 6 4 \| 64 7 \| \| \| \| 3 \| \| Wayne Arthurs / Todd Woodbridge Àlex Corretja / Feliciano López \| 6 3 \| 6 1 \| 6 3 \| \| \| \| \| 4 \| \| Mark Philippoussis Juan Carlos Ferrero \| 7 5 \| 6 3 \| 1 6 \| 2 6 \| 6 0 \| \| \| 5 \| \| Lleyton Hewitt Carlos Moyà \| \| \| \| \| \| ni bilo odigrano \| |                      |                                                                 |     |     |     |      |     |                  |
| |                      |                                                                 | 1   | 2   | 3   | 4    | 5   |                  |
| 1 | Avstralija · Španija | Lleyton Hewitt Juan Carlos Ferrero                              | 3 6 | 6 3 | 3 6 | 7 60 | 6 2 |                  |
| 2 | Avstralija · Španija | Mark Philippoussis Carlos Moyà                                  | 4 6 | 4 6 | 6 4 | 64 7 |     |                  |
| 3 | Avstralija · Španija | Wayne Arthurs / Todd Woodbridge Àlex Corretja / Feliciano López | 6 3 | 6 1 | 6 3 |      |     |                  |
| 4 | Avstralija · Španija | Mark Philippoussis Juan Carlos Ferrero                          | 7 5 | 6 3 | 1 6 | 2 6  | 6 0 |                  |
| 5 | Avstralija · Španija | Lleyton Hewitt Carlos Moyà                                      |     |     |     |      |     | ni bilo odigrano |

#### Boj za obstanek
Datum: 19.-21. september
| Prizorišče                             | Zmagovalec | Rezultat | Poraženec           |
| -------------------------------------- | ---------- | -------- | ------------------- |
| Pörtschach, Avstrija (pesek)           | Avstrija   | 3-2      | Belgija             |
| Calgary, Kanada (dvorana)              | Kanada     | 3-2      | Brazilija           |
| Bangkok, Tajska (dvorana trda pod.)    | Češka      | 4-1      | Tajska              |
| Sundern, Nemčija (pesek)               | Belorusija | 3-2      | Nemčija             |
| Casablanca, Maroko (pesek)             | Maroko     | 3-2      | Združeno kraljestvo |
| Zwolle, Nizozemska (dvorana trda pod.) | Nizozemska | 5-0      | Indija              |
| Quito, Ekvador (pesek)                 | Romunija   | 3-2      | Ekvador             |
| Bratislava, Slovaška (pesek)           | ZDA        | 3-2      | Slovaška            |

### Ameriški del

#### Skupina I
| Sodelujoče reprezentance | Sodelujoče reprezentance | Sodelujoče reprezentance | Sodelujoče reprezentance |
| Bahami                   | 20                       | Čile                     |                          |
| Ekvador                  | Peru                     | Venezuela                |                          |
| ------------------------ | ------------------------ | ------------------------ | ------------------------ |

#### Skupina II
| Sodelujoče reprezentance | Sodelujoče reprezentance | Sodelujoče reprezentance | Sodelujoče reprezentance |
| Kolumbija                | Kuba                     | Dominikanska republika   | Haiti                    |
| Mehika                   | Nizozemski Antili        | Paragvaj                 | Urugvaj                  |
| ------------------------ | ------------------------ | ------------------------ | ------------------------ |

#### Skupina III
| Sodelujoče reprezentance | Sodelujoče reprezentance | Sodelujoče reprezentance | Sodelujoče reprezentance |
| Bolivija                 | Salvador                 | Gvatemala                | Honduras                 |
| Jamajka                  | Portoriko                | Sveta Lucija             | Trinidad in Tobago       |
| ------------------------ | ------------------------ | ------------------------ | ------------------------ |

#### Skupina IV
| Sodelujoče reprezentance | Sodelujoče reprezentance | Sodelujoče reprezentance | Sodelujoče reprezentance |
| Barbados                 | Bermudi                  | Kostarika                |                          |
| Vzhodni Karibi           | Panama                   | Ameriški Deviški otoki   |                          |
| ------------------------ | ------------------------ | ------------------------ | ------------------------ |

### Azijski in Oceanijski del

#### Skupina I
| Sodelujoče reprezentance | Sodelujoče reprezentance | Sodelujoče reprezentance | Sodelujoče reprezentance |
| Indija                   | Indonezija               | Japonska                 | Nova Zelandija           |
| Pakistan                 | Južna Koreja             | Tajska                   | Uzbekistan               |
| ------------------------ | ------------------------ | ------------------------ | ------------------------ |

#### Skupina II
| Sodelujoče reprezentance   | Sodelujoče reprezentance | Sodelujoče reprezentance | Sodelujoče reprezentance |
| Ljudska republika Kitajska | Tajvan                   | Hongkong                 | Iran                     |
| Kazahstan                  | Libanon                  | Filipini                 | Tadžikistan              |
| -------------------------- | ------------------------ | ------------------------ | ------------------------ |

#### Skupina III
| Sodelujoče reprezentance | Sodelujoče reprezentance | Sodelujoče reprezentance | Sodelujoče reprezentance |
| Bahrajn                  | Kuvajt                   | Kirgizistan              | Malezija                 |
| Pacifiška Oceanija       | Katar                    | Sirija                   | Združeni arabski emirati |
| ------------------------ | ------------------------ | ------------------------ | ------------------------ |

#### Skupina IV
| Sodelujoče reprezentance | Sodelujoče reprezentance | Sodelujoče reprezentance | Sodelujoče reprezentance |
| Bangladeš                | Brunej                   | Mjanmar                  | Oman                     |
| Saudova Arabija          | Singapur                 | Šrilanka                 | Vietnam                  |
| ------------------------ | ------------------------ | ------------------------ | ------------------------ |

### Evropski in Afriški del

#### Skupina I
| Sodelujoče reprezentance | Sodelujoče reprezentance | Sodelujoče reprezentance | Sodelujoče reprezentance |
| Avstrija                 | Belorusija               | Finska                   | Izrael                   |
| Italija                  | Luksemburg               | Maroko                   | Norveška                 |
| Slovaška                 | Zimbabve                 |                          |                          |
| ------------------------ | ------------------------ | ------------------------ | ------------------------ |

#### Skupina II
| Sodelujoče reprezentance | Sodelujoče reprezentance | Sodelujoče reprezentance | Sodelujoče reprezentance |
| Andora                   | Bolgarija                | Slonokoščena obala       | Danska                   |
| Egipt                    | Gana                     | Grčija                   | Irska                    |
| Monako                   | Poljska                  | Portugalska              | Slovenija                |
| Južna Afrika             | Tunizija                 | Ukrajina                 | Jugoslavija              |
| ------------------------ | ------------------------ | ------------------------ | ------------------------ |

#### Skupina III

##### Prizorišče I
| Sodelujoče reprezentance | Sodelujoče reprezentance | Sodelujoče reprezentance | Sodelujoče reprezentance |
| Alžirija                 | Angola                   | Armenija                 | Estonija                 |
| Madžarska                | Litva                    | Madagaskar               | Namibija                 |
| ------------------------ | ------------------------ | ------------------------ | ------------------------ |

##### Prizorišče II
| Sodelujoče reprezentance | Sodelujoče reprezentance | Sodelujoče reprezentance | Sodelujoče reprezentance |
| Azerbajdžan              | Bosna in Hercegovina     | Ciper                    | Gruzija                  |
| Latvija                  | Severna Makedonija       | Moldavija                | Turčija                  |
| ------------------------ | ------------------------ | ------------------------ | ------------------------ |

#### Skupina IV

##### Prizorišče I
| Sodelujoče reprezentance | Sodelujoče reprezentance | Sodelujoče reprezentance | Sodelujoče reprezentance |
| Islandija                | Kenija                   | Malta                    | Mavricij                 |
| Ruanda                   | San Marino               | Zambija                  |                          |
| ------------------------ | ------------------------ | ------------------------ | ------------------------ |

##### Prizorišče II
| Sodelujoče reprezentance | Sodelujoče reprezentance | Sodelujoče reprezentance | Sodelujoče reprezentance |
| Benin                    | Bocvana                  | Burkina Faso             | Džibuti                  |
| Gabon                    | Mali                     | Nigerija                 | Senegal                  |
| Togo                     | Uganda                   |                          |                          |
| ------------------------ | ------------------------ | ------------------------ | ------------------------ |